# 칼케돈 공의회

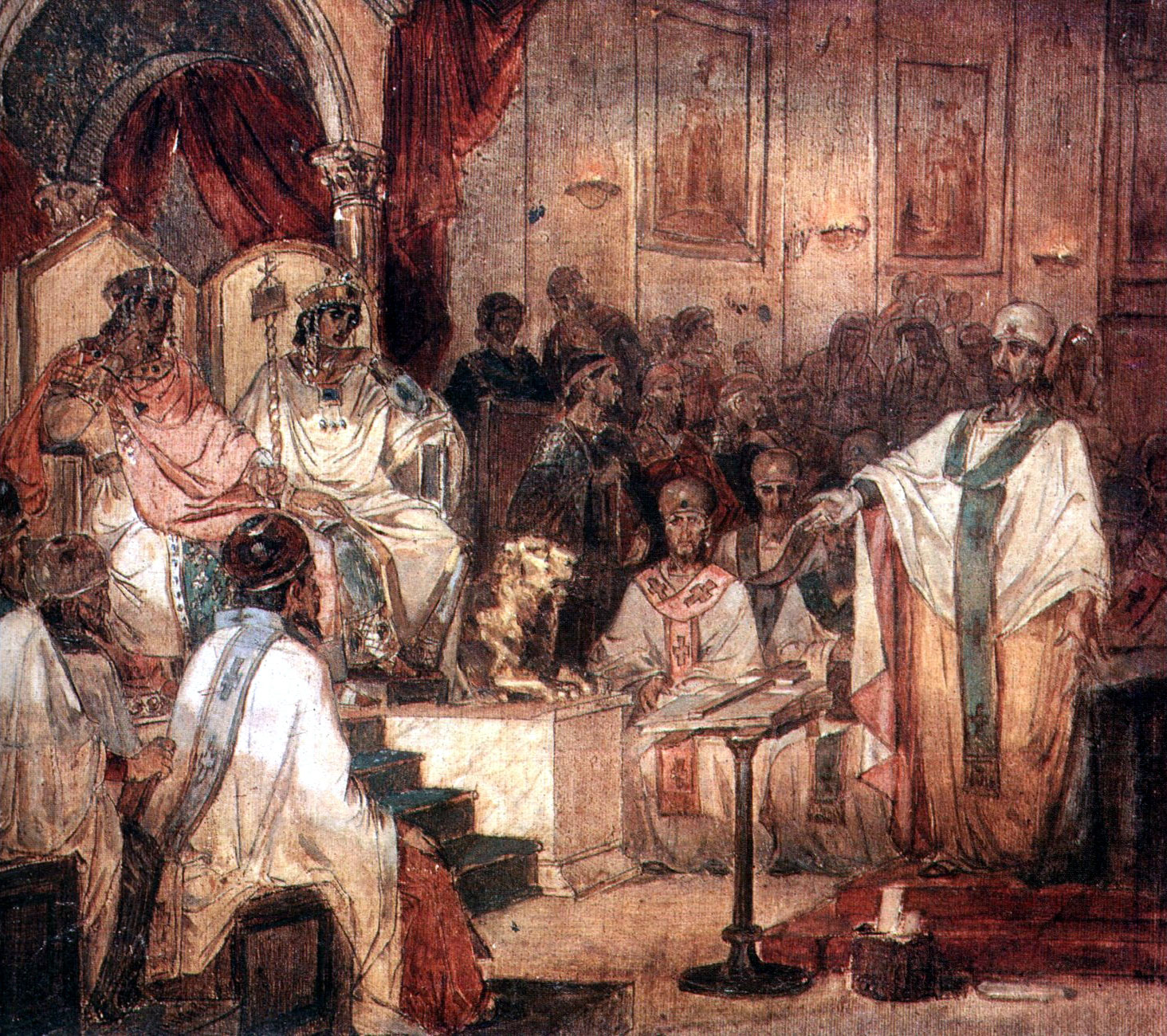

칼케돈 공의회( - 公議會, 라틴어: Concilium Chalcedonense, 영어: Council of Chalcedon)는 451년 10월 8일부터 11월 1일까지 소아시아의 비티니아의 도시 칼케돈(현재의 튀르키예 이스탄불 주)에서 열렸던 기독교의 공의회이다. 당시 공의회에서는 그리스도의 신성과 인성은 분리되지 않는다는 내용의 칼케돈 신조를 통해, 예수 그리스도는 완전한 인간이요, 완전한 하느님이라고 고백하였다. 또한 칼케돈 신조에 예수가 신성을 지닌 채 태어났다는 의미인 '테오토코스'라는 단어를 넣음에 따라, 예수 그리스도의 신성과 인성이 분리될 수 없음을 강조하는 테오토코스를 정통 교리로 재확인하였다. 칼케돈 공의회의 정통교리 확립으로 유티키안주의, 콥트 교회 등 단성설을 따르는 교회나 그리스도의 인성을 강조하는 네스토리우스파 교회는 이단으로 단죄되었다. 이중 그리스도의 신성과 인성은 구분된다고 주장한 네스토리우스파는 더욱 압박을 받게 되어 중동과 중국으로 활동 무대를 옮겼다.

## 같이 보기
- 칼케돈 신경